# Josef Novák (sochař)
Josef Novák, křtěný Josef Jan, řečený též Józa Novák (18. února 1883 Rychnov nad Kněžnou – 16. září 1958 Praha), byl český sochař a malíř.

## Život
Josef Novák se narodil v Rychnově nad Kněžnou zprvu svobodné matce Antonii rodem Fistrové dceři místního sedláře, která se později provdala za naddozorce finanční stráže ve Vysokém Mýtě Josefa Nováka, ježto Josefa přijal za vlastního.
Svůj nesporný talent plně rozvinul v Praze, kde se v letech 1901-1907 školil na tamější Umělecko-průmyslové škole a rovněž studoval na odborné škole zlatnické v Trutnově. Od roku 1907 studoval soukromě v Paříži, poté pracoval u sochaře prof. Alberta Lauermanna v Detmoldu v tehdejším Německu. Po návratu do vlasti se věnoval volné sochařské tvorbě a medailérství.
V roce 1941 získal cenu České akademie věd a umění. Pravidelně vystavoval s Jednotou umělců výtvarných a Uměleckou Besedou v Praze. Svými díly je zastoupený ve sbírkách Národní galerie.

## Dílo (výběr)

### Plastiky
- Léto, Patinovaný bronz (20. léta 20. století)[4]
- Tanečnice, Patinovaný bronz (1. třetina 20. století)[5]
- Pražské Jezulátko, Patinovaná sádra/dřevo[6]
- Matka s dítětem na klíně, Tmavě patinovaný bronz na mramorovém podstavci[7]
- Bojovník, bronzová plastika na mramorovém podstavci (20. léta 20. století)[8]
- Dívka, Bronzová plastika dívky na mramorovém podstavci[9]

### Obrazy
- Tanečnice, Pastel na papíře, (kolem 1945)[10]
- Dvě vydry, Olej na dřevě[11]
- Španělské tanečnice, Olej na dřevě[12]

## Výstavy

### Kolektivní
- 1924 XXXVII. řádná jarní výstava Jednoty umělců výtvarných v Praze se souborem prací Stanislava Lolka k jeho padesátinám, Obecní dům, Praha
- 1928 Československé výtvarné umění 1918 - 1928, Brno (Brno-město), Brno
- 1929 Členská výstava Umělecké besedy, Obecní dům, Praha
  - Umělecká beseda, Pražské vzorkové veletrhy, Praha
- 1930 Členská výstava Umělecké besedy, Obecní dům, Praha
- 1936 Tanec v československém umění výtvarném a ve fotografii, Mánes, Praha
- 1957 Sochařský náčrt, kresba a drobná plastika, Alšova síň Umělecké besedy, Praha
- 1987 Česká medaile a plaketa 20. století ze sbírek Národní galerie v Praze, Mánes, Praha